# Mejor... imposible
Mejor... imposible (del inglés: As Good as It Gets) es una película estadounidense de comedia romántica, dirigida por James L. Brooks, escrita por Mark Andrus y Brooks, y producida por Laura Ziskin. Es protagonizada por Jack Nicholson, Helen Hunt y Greg Kinnear.
Nicholson y Hunt ganaron el Premio de la Academia de Mejor Actor y Mejor Actriz, respectivamente. Se encuentra en el puesto 140 en la lista de las 500 películas más grandes de todos los tiempos de la revista Empire.

## Argumento
Melvin Udall (Jack Nicholson) es un famoso escritor de novelas románticas que vive en Nueva York en un lujoso edificio de apartamentos en Manhattan y padece un Trastorno obsesivo-compulsivo de la personalidad, algo que lo hace intratable para el resto de la sociedad, los vecinos del departamento y de lo que, además, él se enorgullece. 
Hay una persona que sí convive con él en su día a día: la camarera Carol Connelly (Helen Hunt), quien lo atiende pacientemente en el restaurante cercano donde suele almorzar, al que él lleva siempre un juego de cubiertos desechables para no usar los mismos que han utilizado otras personas por su trastorno obsesivo-compulsivos. 
El hijo de Carol padece asma, y los continuos cuidados que ella debe dedicarle son un obstáculo para que pueda tener alguna relación sentimental con otras personas. Un día falta al trabajo para atender a su hijo enfermo y Melvin la busca en su departamento en la vecina Brooklyn porque solamente ella puede atenderlo en el restaurante. Al enterarse de que su hijo está enfermo, la lleva en taxi a un hospital y le pide a su representante que su esposo, que es doctor, atienda la salud del niño para que Carol pueda regresar al trabajo, entrando al mundo de la camarera de la que se enamora y se inicia una historia de amor entre ellos. 
Por otro lado, el vecino homosexual de Melvin, Simon Bishop (Greg Kinnear), es un prometedor artista plástico que es atacado en su propio departamento, sufriendo heridas en el rostro y en una pierna con grandes gastos médicos. Mientras está hospitalizado, el agente de Simon, Frank Sachs (Cuba Gooding, Jr.), obliga a Melvin a cuidar del perrito de Simon, que inmediatamente se gana el afecto del obsesivo escritor.
La película llega a su clímax cuando Melvin, Carol y Simon viajan a Baltimore, a casa de los padres de este último para pedirles dinero con el que pagar los grandes gastos de la hospitalización y el tratamiento de las heridas. Melvin le pide a Carol que la acompañe en un auto descapotable de Frank, como agradecimiento por enviar al doctor y pagar los gastos médicos de su hijo. Simon, además de haberse quedado sin dinero, ha perdido la inspiración y su trabajo creativo se resiente. Durante el viaje, Melvin comienza a mostrar su ácido encanto romántico con Carol, mientras que Simon descubre en ella su musa y el regreso de la inspiración artística perdida.

## Reparto
- Jack Nicholson como Melvin Udall.
- Helen Hunt como Carol Connelly.
- Greg Kinnear como Simon Bishop.
- Cuba Gooding, Jr. como Frank Sachs.
- Julie Benz como el recepcionista.
- Shirley Knight como Beverly Connelly.
- Jesse James como Spencer Connelly.
- Skeet Ulrich como Vincent Lopiano.
- Yeardley Smith como Jackie Simpson.
- Lupe Ontiveros como Nora Manning.
- Jill como Verdell.
- Harold Ramis como Dr. Norman Bettes, MD.
- Danielle Spencer como la veterinaria.
- Lawrence Kasdan como Dr. Green.
- Brian Doyle-Murray como Handyman.
- Shane Black como Café 24 Manager.
- Peter Jacobson como judío.
- Lisa Edelstein como judía.
- Kathryn Morris como paciente.
- Tom McGowan como maître.
- Bibi Osterwald como vecina.
- Jamie Kennedy como Robber.
- Jimmy Workman como Sean de la panadería.
- Maya Rudolph como Mujer Policía.

## Producción
En 1996, James L. Brooks llevó a Geoffrey Rush de Sydney a Los Ángeles para una audición para el papel de Simon Bishop y le ofreció el papel, pero Rush lo rechazó. A Betty White se le ofreció un papel en la película, pero ella lo rechazó debido a una escena en la película en la que arrojan a un perro a un vertedero de basura.
Nicholson y Brooks se enfrentaron en el set con respecto a la interpretación de Nicholson de Melvin, lo que provocó que la producción se detuviera para que los dos encontraran el tono correcto para el personaje.
Owen Wilson se desempeñó como productor asociado, uno de sus primeros trabajos en Hollywood.
Las pinturas fueron creadas para la película por el artista de Nueva York, Billy Sullivan, cuya obra es parte de la colección de arte moderno en el Museo Metropolitano de Arte de Nueva York y el Museo de Arte de Nueva Orleans.

## Banda sonora
La banda sonora presenta piezas instrumentales compuestas por Hans Zimmer y canciones de varios artistas. El trabajo de Zimmer fue nominado al Premio Oscar la mejor partitura original: musical o comedia.

## Comentarios
- El problema que padece Melvin se denomina Trastorno obsesivo-compulsivo de la personalidad (TPOC).

- El médico que atiende al hijo de Helen Hunt por petición de Jack Nicholson es Harold Ramis, director de la película Una terapia peligrosa y Otra terapia peligrosa. Pero sobre todo es muy conocido por su papel de Egon Spengler en Los Cazafantasmas.

- Según Nicholson, su personaje en esta película es uno de los más entrañables que ha interpretado en su carrera.

- En un principio, la película la iba a realizar Mike Newell con el siguiente reparto: Kevin Kline como Melvin, Ralph Fiennes como Simon y Holly Hunter dando vida a Carol. Después llegó James L. Brooks y el reparto se quedó con Nicholson, Kinnear y Hunt.

- Para el papel de Greg Kinnear se pensó en Geoffrey Rush, Sean Penn, Woody Harrelson y Ralph Fiennes.

- Jack Nicholson toca en el piano "Always look on the bright side of life", famosa canción que los Monty Python interpretaron en "La vida de Brian".

## Premios
Esta película se llevó el Óscar a la mejor actriz (Helen Hunt) y el Óscar al mejor actor (Jack Nicholson). También había sido candidata a Mejor película, mejor banda sonora, mejor montaje, mejor actor de reparto y mejor guion original.
Premios Óscar
| Categoría                                       |                                            | Resultado  |
| ----------------------------------------------- | ------------------------------------------ | ---------- |
| Mejor película                                  | James L. Brooks Bridget Johnson Kristi Zea | Candidatos |
| Mejor actor                                     | Jack Nicholson                             | Ganador    |
| Mejor actriz                                    | Helen Hunt                                 | Ganadora   |
| Mejor banda sonora original - Comedia o musical | Hans Zimmer                                | Candidato  |
| Mejor montaje                                   | Richard Marks                              | Candidato  |
| Mejor actor de reparto                          | Greg Kinnear                               | Candidato  |
| Mejor guion original                            | Mark Andrus James L. Brooks                | Candidatos |

Globos de Oro
| Categoría                          |                                    | Resultado  |
| ---------------------------------- | ---------------------------------- | ---------- |
| Mejor película - Comedia o musical | Mejor película - Comedia o musical | Ganadora   |
| Mejor director                     | James L. Brooks                    | Candidato  |
| Mejor actor - Comedia o musical    | Jack Nicholson                     | Ganador    |
| Mejor actriz - Comedia o musical   | Helen Hunt                         | Ganadora   |
| Mejor actor de reparto             | Greg Kinnear                       | Candidato  |
| Mejor guion                        | Mark Andrus James L. Brooks        | Candidatos |